# Heodes cuneifera
Heodes cuneifera är en fjärilsart som beskrevs av Charles Oberthür 1910. Heodes cuneifera ingår i släktet Heodes och familjen juvelvingar. Inga underarter finns listade i Catalogue of Life.